# バーバラ・オルソン
バーバラ・ケイ・オルソン（Barbara Kay Olson、旧姓: Bracher、1955年12月27日 - 2001年9月11日）は、アメリカ合衆国テキサス州ヒューストン生まれの弁護士、テレビコメンテーター。セオドア・オルソン合衆国訟務長官夫人。米国東部同時多発テロにおける被害者の一人。

## 経歴
ウォルトリップ高校を卒業。ヒューストンのセント・トーマス大学にて文学士号を、イェシーバ大学のロー・スクールにてジュリス・ドクターを取得。
1990年代前半、ワシントンに本部を置くウィルマー・カトラー・ピッカリング法律事務所にてアソシエイト弁護士として働く。1997年、セオドア・オルソンと結婚。
1990年代半ば、下院政府改善委員会の主任調査官となり、トラベルゲート疑惑の捜査に当たる。後に少数党上院内幹事ドナルド・ニックルズのスタッフ弁護士を務める。その後、コメンテーターと民間弁護士の活動に手を広げるようになる。FOXニュース、CNN、その他いくつかのテレビ局で保守的な立場から、報道解説に勤しむ。
しばしばクリントン政権を批判。1999年にクリントン大統領夫人を酷評する『Hell to Pay』を出版。2001年彼女の死の直後に出版された遺作『The Final Days』は、クリントン大統領のテロ対策の甘さと、離職直前に100人以上に与えた恩赦を批判するものである。

## 同時多発テロでの死とその後
2001年9月11日の朝、バーバラ・オルソンは、テレビ番組「ポリティカリー・インコレクト」収録のため、ワシントン・ダレス国際空港発ロサンゼルス国際空港行のアメリカン航空77便に搭乗した。その便はアラブ人テロリストにハイジャックされ、ペンタゴンに突っ込み、彼女を含む乗客は全員死亡した。
当初の計画では、彼女は前日9月10日の便に乗り込む予定であった。しかし、9月11日に61歳となる夫の誕生日を祝うために出発を一日遅らせたが故に、惨事に巻き込まれることとなった。
「ポリティカリー・インコレクト」の司会者ビル・マーは、彼女に敬意を表して、事件後しばらく空の解説者席を設けた。
夫セオドア・オルソン訟務長官は2001年11月16日、フェデラリスト協会が主催する第一回バーバラ・オルソン追悼講演の席で、妻バーバラへの弔辞を述べている。以後毎年一度開かれることとなったバーバラ・オルソン追悼講演のテーマは、「小さな政府および自由の精神」であり、彼女が生前主張していた政治的価値観を反映したものとなっている。